# Jón Kalman Stefánsson
Jón Kalman Stefánsson (Reykjavík, 17 de dezembro de 1963) é um escritor islandês.
Cresceu em Reykjavík e Keflavík. Depois de acabar os estudos escolares, trabalhou na Islândia ocidental como pescador e em outras funções.
Estudou literatura na Universidade da Islândia de 1986 a 1991, mas não terminou o curso. Durante este período deu aulas em distintas escolas e escreveu artigos para o jornal "Morgunblaðið". De 1992 a 1995, viveu em Copenhague. Regressou à Islândia para dirigir a Biblioteca Municipal de Mosfellsbær até 2000. Após isso só tem se dedicado a escrever contos e novelas.

## Obras
Já publicou sete novelas até a data:
- Sumarið bakvið Brekkuna (1997)
- Birtan á fjöllunum (1999)
- Ýsimlegt um risafurur og tímann (2001)
- Snarkið í stjörnunum (2003)
- Sumarljós og svo kemur nóttin (2005)
- Himnaríki og helvíti (2007)
- Harmur englanna (2009)
- Hjarta mannsins (2011)
- Fiskarnir hafa enga fætur (2013)
- Eitthvað á stærð við alheiminn: ættarsaga (2015)

Seus textos descrevem com humor uma Islândia rural e idealizada com personagens bastante singulares e sempre simpáticos. Em Portugal está editado o romance Paraíso e Inferno, pela Editora Cavalo de Ferro.